# 小林悠 (サッカー選手)
小林 悠（こばやし ゆう、1987年9月23日 - ）は、東京都町田市出身のプロサッカー選手。Jリーグ・川崎フロンターレ所属。ポジションはフォワード、ミッドフィールダー。元日本代表。
2017年のJリーグMVP・J1得点王（23得点）。

## 来歴

### プロ入り前
保育園にいた頃に兄の影響でサッカーを始め、小学生時には関東選抜にも選出される。川崎フロンターレU-18のセレクションを受験するも落選し、麻布大学附属渕野辺高等学校（現麻布大学附属高等学校）に進学した。
高校では3-5-2システムのトップ下、サイドハーフとしてプレーし2004年、2005年と全国高校サッカー選手権に2年続けて出場を果たした。この時のチームメイトには、お笑い芸人・ぺこぱのシュウペイ、太田宏介、小野寺達也等がいた。
拓殖大学ではFWでプレー。大学在学中の2008年7月15日に特別指定選手として水戸ホーリーホックに所属が決まると、ケガ人の多いチーム事情もあり、7月20日のヴァンフォーレ甲府戦に出場。大学4年時の2009年4月8日、大学卒業後の2010年シーズンから川崎フロンターレに入団することが発表された。同期入団は楠神順平ら。

### 川崎フロンターレ
入団前の怪我でシーズン当初をリハビリに費やすが、2010年9月5日に行われた第90回天皇杯2回戦の鹿屋体育大学戦で2得点を挙げ、公式戦初ゴールを記録。
2011年、シーズン開幕前に背番号を24から前年までヴィトール・ジュニオールが着用していた11に変更。5月3日のJ1リーグ第9節・ジュビロ磐田戦で途中出場しリーグ戦初ゴールを挙げ、リーグでは年間12得点をマークした。
2015年シーズンは怪我に苦しむが、2016年、大久保嘉人とともに2トップの一角として得点を量産、7月30日、2ndステージ第6節の湘南ベルマーレ戦ではクラブ新記録となる6試合連続得点を挙げ、8月6日に行われた2ndステージ第7節の甲府戦でも得点を挙げてJリーグ記録にあと1得点と迫ったが、続く第8節のサガン鳥栖では得点を挙げられず、連続得点は7でストップした。11月26日、Jリーグの複数クラブからオファーを受けたが、自身のブログで残留することが発表された。
2017年、前年までキャプテンを務めていた中村憲剛に代わりキャプテンに就任。2月25日、大宮アルディージャとの開幕戦では4年連続となる開幕戦ゴールを決めて勝利に貢献した。5月30日、ACL決勝トーナメント1回戦の第2戦ではムアントン・ユナイテッドFCに1得点2アシストの活躍でベスト8進出に貢献した。
12月2日、最終節の大宮戦でプロ入り後初のハットトリックでクラブ史上初のリーグ優勝に貢献し、自身初の得点王に輝いた。5日に開催されたJリーグアウォーズでは得点王、ベストイレブン、MVPに選出された。
2019年7月14日、第19節のFC東京戦では史上14人目となるJ1通算100点目となるゴールを決めた。10月26日、ルヴァンカップ決勝の北海道コンサドーレ札幌戦では2得点し同大会初優勝。
2020年8月14日、第10節のコンサドーレ札幌戦でJ1での通算111得点目を記録。ジュニーニョが持つJ1でのクラブ最多得点記録を更新した。
2021年2月20日行われたゼロックススーパーカップではアディショナルタイムに決勝点を決めて優勝に貢献した。
2025年、「J1リーグにおける途中出場選手の最多得点数」のギネス世界記録に認定され、4月13日に公式認定証が授与された。

### 日本代表
2014年10月、日本代表に初招集され、10月10日のキリンチャレンジカップ・ジャマイカ戦で日本代表デビューを果たした。
2016年3月17日、2018 FIFAワールドカップ・アジア2次予選の代表発表で復帰。6月3日、キリンカップサッカー2016のブルガリア代表戦で代表初先発を果たした。
2017年12月12日、EAFF E-1フットボールチャンピオンシップ2017の中国戦で代表初得点を決めた。

## 所属クラブ
- 町田JFC（sss）
- 町田JFCJrユース
- 2003年 - 2005年 麻布大学附属渕野辺高等学校
- 2006年 - 2009年 拓殖大学
  - 2008年  水戸ホーリーホック（特別指定選手）
- 2010年 -  川崎フロンターレ

## 個人成績
| 国内大会個人成績 | 国内大会個人成績 | 国内大会個人成績 | 国内大会個人成績 | 国内大会個人成績 | 国内大会個人成績 | 国内大会個人成績 | 国内大会個人成績 | 国内大会個人成績 | 国内大会個人成績 | 国内大会個人成績 | 国内大会個人成績 |
| 年度             | クラブ           | 背番号           | リーグ           | リーグ戦         | リーグ戦         | リーグ杯         | リーグ杯         | オープン杯       | オープン杯       | 期間通算         | 期間通算         |
| 年度             | クラブ           | 背番号           | リーグ           | 出場             | 得点             | 出場             | 得点             | 出場             | 得点             | 出場             | 得点             |
| 日本             | 日本             | 日本             | 日本             | リーグ戦         | リーグ戦         | リーグ杯         | リーグ杯         | 天皇杯           | 天皇杯           | 期間通算         | 期間通算         |
| ---------------- | ---------------- | ---------------- | ---------------- | ---------------- | ---------------- | ---------------- | ---------------- | ---------------- | ---------------- | ---------------- | ---------------- |
| 2008             | 水戸             | 35               | J2               | 5                | 0                | -                | -                | -                | -                | 5                | 0                |
| 2010             | 川崎             | 24               | J1               | 6                | 0                | 0                | 0                | 2                | 2                | 8                | 2                |
| 2011             | 川崎             | 11               | J1               | 32               | 12               | 4                | 2                | 3                | 2                | 39               | 14               |
| 2012             | 川崎             | 11               | J1               | 26               | 6                | 6                | 2                | 3                | 2                | 35               | 10               |
| 2013             | 川崎             | 11               | J1               | 23               | 5                | 8                | 2                | 2                | 0                | 33               | 7                |
| 2014             | 川崎             | 11               | J1               | 30               | 12               | 2                | 0                | 2                | 0                | 34               | 12               |
| 2015             | 川崎             | 11               | J1               | 18               | 5                | 1                | 0                | 2                | 0                | 21               | 5                |
| 2016             | 川崎             | 11               | J1               | 32               | 15               | 2                | 0                | 3                | 1                | 37               | 16               |
| 2017             | 川崎             | 11               | J1               | 34               | 23               | 5                | 0                | 2                | 0                | 41               | 23               |
| 2018             | 川崎             | 11               | J1               | 27               | 15               | 0                | 0                | 1                | 0                | 28               | 15               |
| 2019             | 川崎             | 11               | J1               | 31               | 13               | 4                | 2                | 1                | 1                | 36               | 16               |
| 2020             | 川崎             | 11               | J1               | 27               | 14               | 5                | 4                | 2                | 0                | 34               | 18               |
| 2021             | 川崎             | 11               | J1               | 33               | 10               | 2                | 0                | 4                | 2                | 39               | 12               |
| 2022             | 川崎             | 11               | J1               | 30               | 5                | 1                | 0                | 1                | 0                | 32               | 5                |
| 2023             | 川崎             | 11               | J1               | 16               | 4                | 3                | 0                | 3                | 0                | 22               | 4                |
| 2024             | 川崎             | 11               | J1               | 27               | 4                | 1                | 0                | 0                | 0                | 28               | 4                |
| 通算             | 日本             | 日本             | J1               | 392              | 143              | 44               | 12               | 31               | 10               | 467              | 165              |
| 通算             | 日本             | 日本             | J2               | 5                | 0                | -                | -                | -                | -                | 5                | 0                |
| 総通算           | 総通算           | 総通算           | 総通算           | 397              | 143              | 44               | 12               | 31               | 10               | 472              | 165              |

その他の公式戦
- 2018年
  - FUJI XEROX SUPER CUP 1試合1得点
- 2019年
  - FUJI XEROX SUPER CUP 1試合0得点
- 2021年
  - FUJI XEROX SUPER CUP 1試合1得点

| 国際大会個人成績 | 国際大会個人成績 | 国際大会個人成績 | 国際大会個人成績 | 国際大会個人成績 |
| 年度             | クラブ           | 背番号           | 出場             | 得点             |
| AFC              | AFC              | AFC              | ACL              | ACL              |
| ---------------- | ---------------- | ---------------- | ---------------- | ---------------- |
| 2014             | 川崎             | 11               | 6                | 3                |
| 2017             | 川崎             | 11               | 10               | 6                |
| 2018             | 川崎             | 11               | 4                | 0                |
| 2019             | 川崎             | 11               | 5                | 1                |
| 2021             | 川崎             | 11               | 2                | 0                |
| 2022             | 川崎             | 11               | 6                | 4                |
| 2023-24          | 川崎             | 11               | 2                | 1                |
| 通算             | AFC              | AFC              | 35               | 15               |

- Jリーグ初出場 2008年7月20日 J2第27節 ヴァンフォーレ甲府戦（山梨県小瀬スポーツ公園陸上競技場）
- Jリーグ初得点 2011年5月3日 J1第9節 ジュビロ磐田戦（等々力陸上競技場）

## タイトル

### クラブ
川崎フロンターレ
- J1リーグ ：4回（2017年、2018年 、2020年、2021年）
- FUJI XEROX SUPER CUP：2回（2019年、2021年）
- Jリーグカップ：1回（2019年）
- 天皇杯 JFA 全日本サッカー選手権大会：2回（2020年、2023年）

### 個人
- Jリーグ・最優秀選手：1回（2017年）
- Jリーグベストイレブン：2回（2016年、2017年）
- J1リーグ・得点王：1回（2017年）
- Jリーグ月間MVP：3回（2016年7月、2017年9月、2017年11月・12月）
- Jリーグ・優秀選手賞：4回（2014年、2016年、2017年、2018年）

## 代表歴

### 出場大会
- 日本代表
  - 2015年 - AFCアジアカップ2015
  - 2016年 - 2018 FIFAワールドカップ・アジア2次予選
  - 2016年 - キリンカップサッカー2016
  - 2016年 - 2018 FIFAワールドカップ・アジア3次予選
  - 2017年 - EAFF E-1フットボールチャンピオンシップ2017

### 試合数
- 国際Aマッチ 14試合 2得点（2014年 - 2018年）

| 日本代表 | 国際Aマッチ | 国際Aマッチ |
| 年       | 出場        | 得点        |
| -------- | ----------- | ----------- |
| 2014     | 2           | 0           |
| 2016     | 6           | 0           |
| 2017     | 3           | 2           |
| 2018     | 3           | 0           |
| 通算     | 14          | 2           |

### 出場
| No. | 開催日         | 開催都市   | スタジアム                         | 対戦国                   | 結果 | 監督           | 大会                                                           |
| --- | -------------- | ---------- | ---------------------------------- | ------------------------ | ---- | -------------- | -------------------------------------------------------------- |
| 1.  | 2014年10月10日 | 新潟       | デンカビックスワンスタジアム       | ジャマイカ               | ○1-0 | アギーレ       | キリンチャレンジカップ2014                                     |
| 2.  | 2014年10月14日 | カラン     | シンガポール・ナショナルスタジアム | ブラジル                 | ●0-4 | アギーレ       | 国際親善試合                                                   |
| 3.  | 2016年3月24日  | さいたま   | 埼玉スタジアム2002                 | アフガニスタン           | ○5-0 | ハリルホジッチ | 2018 FIFAワールドカップ・アジア2次予選兼AFCアジアカップUAE予選 |
| 4.  | 2016年6月3日   | 豊田       | 豊田スタジアム                     | ブルガリア               | ○7-2 | ハリルホジッチ | キリンカップサッカー2016                                       |
| 5.  | 2016年6月7日   | 大阪       | 市立吹田サッカースタジアム         | ボスニア・ヘルツェゴビナ | ●1-2 | ハリルホジッチ | キリンカップサッカー2016                                       |
| 6.  | 2016年9月6日   | バンコク   | ラジャマンガラ・スタジアム         | タイ                     | ○2-0 | ハリルホジッチ | 2018 FIFAワールドカップ・アジア最終予選                        |
| 7.  | 2016年10月6日  | さいたま   | 埼玉スタジアム2002                 | イラク                   | ○2-1 | ハリルホジッチ | 2018 FIFAワールドカップ・アジア最終予選                        |
| 8.  | 2016年10月11日 | メルボルン | ドックランズ・スタジアム           | オーストラリア           | △1-1 | ハリルホジッチ | 2018 FIFAワールドカップ・アジア最終予選                        |
| 9.  | 2017年12月9日  | 東京       | 味の素スタジアム                   | 朝鮮民主主義人民共和国   | ○1-0 | ハリルホジッチ | EAFF E-1サッカー選手権2017                                     |
| 10. | 2017年12月12日 | 東京       | 味の素スタジアム                   | 中国                     | ○2-1 | ハリルホジッチ | EAFF E-1サッカー選手権2017                                     |
| 11. | 2017年12月16日 | 東京       | 味の素スタジアム                   | 韓国                     | ●1-4 | ハリルホジッチ | EAFF E-1サッカー選手権2017                                     |
| 12. | 2018年3月23日  | リエージュ | スタッド・モーリス・デュフラン     | マリ                     | △1-1 | ハリルホジッチ | 国際親善試合                                                   |
| 13. | 2018年3月27日  | リエージュ | スタッド・モーリス・デュフラン     | ウクライナ               | ●1-2 | ハリルホジッチ | キリンチャレンジカップ2018                                     |
| 14. | 2018年9月11日  | 大阪       | パナソニックスタジアム吹田         | コスタリカ               | ○3-0 | 森保一         | キリンチャレンジカップ2018                                     |

### ゴール
| #  | 開催年月日     | 開催地       | 対戦国 | 勝敗 | 試合概要                                   |
| -- | -------------- | ------------ | ------ | ---- | ------------------------------------------ |
| 1. | 2017年12月12日 | 日本、調布市 | 中国   | ○2-1 | EAFF E-1フットボールチャンピオンシップ2017 |
| 2. | 2017年12月16日 | 日本、調布市 | 韓国   | ●1-4 | EAFF E-1フットボールチャンピオンシップ2017 |